# Мочуляк, Ренат Олегович
Рена́т Оле́гович Мочуля́к (укр. Ренат Олегович Мочуляк; род. 15 февраля 1998, Одесса) — украинский футболист, полузащитник.

## Биография

### Клубная карьера
Родился 15 февраля 1998 года в Одессе в семье футболиста Олега Мочуляка. Футболом начал заниматься в спортивной школе «Черноморца». В 2012—2015 годах проходил обучение в ДЮФШ «Динамо» (Киев). В 2015 году перешёл в юношескую команду киевского клуба, за которую выступал в чемпионате U-19 и Юношеской лиге УЕФА. В 2016 году сыграл 2 матча за «Динамо-2» в Первой лиге.
В декабре 2016 года подписал контракт с греческим «Платаньясом», где играл за молодёжный состав. Летом 2017 года заключил соглашение сроком на 3 года с одесским «Черноморцем».
В марте 2019 года перешёл в черниговскую «Десну». 29 мая 2019 года дебютировал в Премьер-лиге, заменив Андрея Слинкина на 71-й минуте матча против «Черноморца» (0:3).

### Карьера в сборной
В 2014 году принял участие в 13 матчах юношеских сборных Украины U-16 и U-17.